# Mezzanine
Mezzanine (en español: Entresuelo) es el tercer álbum de estudio del grupo británico Massive Attack, enmarcado por completo, como sus anteriores trabajos, en el ámbito del trip hop. Publicado en 1998, supone un punto de inflexión en la carrera discográfica de la banda liderada por Robert Del Naja, debido fundamentalmente al acercamiento a terrenos musicales más oscuros.

## Información acerca del álbum
Mezzanine es bastante distinto a los discos anteriores de la banda, los elementos negros de su música, que habían caracterizado en gran medida a Blue Lines y Protection, se encuentran aquí diluidos. Se sigue encontrando influencias del hip hop. Por ejemplo, hay sampleos de temas de The Cure, Led Zeppelin – en "Man Next Door", de The Velvet Underground en “Rising Son”, de Manfred Mann en “Black Milk”, de Isaac Hayes en “(Exchange)” y de Siouxsie And The Banshees en "Superpredators". Pero la misma elección de estos samples van mostrando la diferencia que hay respecto a sus primeros discos, en los que sampleaban sobre todo música negra o bailable, muestran un mayor acercamiento al rock del que antes habían tenido (si bien Protection mismo cierra con un cover de "Light My Fire"). También hay canciones en las que todavía predomina el rapeo, como “Risingson”; así como otras en las que se nota bastante la fuerza del soul, como “Exchange”. En el disco pusieron sus voces a las canciones artistas de la talla de Horace Andy, Elizabeth Fraser y Sarah Jay Hawley, las funciones de productor recayeron en Neil Davidge, además del trío de Bristol. También trabajaron en el álbum Angelo Bruschini (guitarras), John Harris, Bob Locke y Winston Blisset (bajo), Andy Gangadeen (batería), Dave Jenkins y Michael Timothy (teclado adicional), Jan Kybert (protools), Lee Shepherd (ingeniero), Mark "Spike" Stent (mezclador), Jan Kybert y P-Dub (asistentes de mezcla), Tim Young (cut), Nick Knight (fotografía) y Tom Hingston (director de arte).
Tras su publicación, Mezzanine fue aclamado por la crítica especializada, la cual se encargó de encumbrar el disco, calificándolo como una joya musical. Ese entusiasmo sería también compartido por sus más acérrimos fanes, los cuales se mostraron encantados de la nueva vertiente tomada por el grupo. El uso de guitarras eléctricas distorsionadas es uno de los sellos de identidad del disco. Sin embargo, precisamente esa nueva vertiente musical que estaba tomando Massive Attack, no pareció convencer en absoluto a uno de sus miembros fundadores, Andrew Vowles, quien alegando diferencias creativas, abandonó la banda tras la publicación del álbum.

## Lista de canciones
| N.º | Título                                                                                                 | Escritor(es)                                            | Duración |  |
| 1.  | «Angel» (Sample: "Last Bongo in Belgium" de The Incredible Bongo Band)                                 | Del Naja, Marshall, Vowles y Hinds                      | 6:19     |  |
| 2.  | «Risingson» (Sample: "I Found a Reason" de The Velvet Underground)                                     | Del Naja, Marshall, Vowles, Reed y Seeger               | 4:58     |  |
| 3.  | «Teardrop» (Sample: "Sometimes I Cry" de Les McCann)                                                   | Del Naja, Marshall, Vowles y Fraser                     | 5:30     |  |
| 4.  | «Inertia Creeps» (Sample: "Rockwrok" de Ultravox)                                                      | Del Naja, Marshall y Vowles                             | 5:57     |  |
| 5.  | «Exchange» (Sample: "Our Day Will Come" de Isaac Hayes y "Summer in the City" de Quincy Jones)         | Del Naja, Marshall, Vowles, Hilliard y Garson           | 4:11     |  |
| 6.  | «Dissolved Girl»                                                                                       | Del Naja, Marshall, Vowles, Sarah Jay Hawley y Schwartz | 6:06     |  |
| 7.  | «Man Next Door» (Sample: "10:15 Saturday Night" de The Cure y "When the Levee Breaks" de Led Zeppelin) | Holt, Smith, Tolhurst y Dempsey                         | 5:56     |  |
| 8.  | «Black Milk» (Sample: "Tribute" de Manfred Mann's Earth Band)                                          | Del Naja, Marshall, Vowles y Fraser                     | 6:21     |  |
| 9.  | «Mezzanine» (Sample: "Heavy Soul Slinger" de Bernard Purdie)                                           | Del Naja, Marshall y Vowles                             | 5:56     |  |
| 10. | «Group Four»                                                                                           | Del Naja, Marshall, Vowles y Fraser                     | 8:12     |  |
| 11. | «(Exchange)» (Sample: "Our Day Will Come" de Isaac Hayes y "Summer in the City" de Quincy Jones)       | Del Naja, Marshall, Vowles, Hinds, Hilliard y Garson    | 4:10     |  |
| 12. | «Superpredators» (Sample: "Metal Postcard" de Siouxsie And The Banshees, Bonus track japonés)          | Del Naja, Marshall y Vowles                             | 5:16     |  |

## Donde se han escuchado
Mezzanine ha resultado ser un disco cuyas canciones han traspasado las fronteras sonoras, hecho que ha posibilitado su utilización en multitud de películas y series de televisión. Como muestra de ello, valgan estos ejemplos:
"Angel" es escuchada en
- Pi (1998)
- Un plan perfecto (1999)
- Viviendo sin límites (1999)
- Snatch (2000)
- Antitrust (2001)
- Última llamada (2002)
- Wonderland (2003)
- El vuelo del Fénix (2004)
- Tránsito (2005)
- Firewall (2006)
- El ala oeste de la Casa Blanca. Episodio "Commencement"
- Smallville. Episodio "Rogue"
- Third Watch. Episodio "Anywhere But Here"
- Anuncio de Adidas para promocionar sus botas de fútbol “Predator”
- Teaser trailer de Far Cry 2
- Top Gear (British TV Show)

"Teardrop" es escuchada en
- House. Durante los créditos.
- Caso abierto. Episodio "Sanctuary"
- Prison Break. Episodio "Tonight"
- MTV's Daria. Episodio "Write Where it Hurts"
- MTV Downtown. Episodio "Before and After"
- Assasin's Creed. En su anuncio

"Inertia Creeps" es escuchada en
- Stigmata (1999)
- Taking Lives (2004)
- Numb3rs. Episodio Piloto

"Dissolved Girl" es escuchada en
- Chacal (1997)
- The Matrix (1999)

"Risingson" es escuchada en
- Abre los ojos (1997)